# Улица Ибрагимпаши Дадашева
Улица Ибрагимпаши Дадашева (азерб. İbrahimpaşa Dadaşov küçəsi) — улица в Бинагадинском районе города Баку. Названа в честь борца, четырёхкратного чемпиона СССР, участника Олимпийских игр 1952 Ибрагимпаши Дадашева. Расположена между улицей Аджеми Нахчивани и улицей Сулеймана Сани Ахундова.
На улице расположена Бакинская теннисная академия .